# Fırat Pozan
Fırat Pozan, né le 19 novembre 1988 à Elâzığ (Turquie), est un taekwondoïste turc.

## Palmarès

### Championnats d'Europe
- Médaille de bronze des -58 kg du Championnat d'Europe 2012 à Manchester (Royaume-Uni)
- Médaille de bronze des -58 kg du Championnat d'Europe 2008 à Rome (Italie)
- Médaille de bronze des -54 kg du Championnat d'Europe 2005 à Riga (Lettonie)